# Eurybiini
De Eurybiini vormen een tribus van de vlinderfamilie van de prachtvlinders (Riodinidae), onderfamilie Riodininae.

## Taxonomie
Eurybiini omvat de volgende geslachten:
- Alesa Doubleday, 1847
- Eurybia Illiger, 1807